# Edwardsport (Indiana)
Edwardsport es un pueblo ubicado en el condado de Knox en el estado estadounidense de Indiana. En el Censo de 2010 tenía una población de 303 habitantes y una densidad poblacional de 419,32 personas por km².

## Geografía
Edwardsport se encuentra ubicado en las coordenadas 38°48′45″N 87°15′5″O / 38.81250, -87.25139. Según la Oficina del Censo de los Estados Unidos, Edwardsport tiene una superficie total de 0.72 km², de la cual 0.72 km² corresponden a tierra firme y (0%) 0 km² es agua.

## Demografía
Según el censo de 2010, había 303 personas residiendo en Edwardsport. La densidad de población era de 419,32 hab./km². De los 303 habitantes, Edwardsport estaba compuesto por el 98.35% blancos, el 0% eran afroamericanos, el 0% eran amerindios, el 0% eran asiáticos, el 0.33% eran isleños del Pacífico, el 0.66% eran de otras razas y el 0.66% pertenecían a dos o más razas. Del total de la población el 1.65% eran hispanos o latinos de cualquier raza.